# Yohann Pelé
Yohann Pelé (Brou-sur-Chantereine, 4 de Novembro de 1980) é um futebolista francês que atua na posição de goleiro .

## Carreira
Pelé passou muito tempo de sua carreira no Le Mans, fazendo sua estreia na Ligue 2 no 1–0 contra o FC Istres em Setembro de 2002. Ele estabeleceu-se como goleiro titular do clube na temporada de 2004-05, com o clube conseguiu subir para a Ligue 1. Ele também foi a primeira opção do clube em 2007-08, a sua terceira temporada consecutiva na primeira divisão.
Pelé foi brevemente vinculado a uma transferência para Inglaterra, possivelmente, com o Arsenal, Tottenham ou o Manchester United. O goleiro francês sempre foi atraído a uma mudança para a Inglaterra. Em 29 de Junho de 2009, ele foi transferido do Le Mans Football Club para Toulouse FC, onde ele assinou um contrato de quatro anos.

## Carreira Internacional
Ele recebeu sua primeira convocação internacional em outubro de 2008 para um amistoso contra a  Tunísia.

## Pessoal
Yohann é irmão de Steven Pelé.